# Henryk Dominiczak
Henryk Dominiczak (ur. 11 stycznia 1928 w Śniadkowie Górnym) – polski historyk, badacz dziejów Ludowego Wojska Polskiego oraz Milicji Obywatelskiej.

## Życiorys
Od 1949 służył w Wojskach Ochrony Pogranicza, gdzie ukończył Oficerską Szkołę Piechoty. W latach 1950–1952 jako żołnierz zawodowy był dowódcą placówki granicznej. W latach 1958–1961 pracował w Milicji Obywatelskiej. Absolwent Uniwersytetu Wrocławskiego (1965). Profesor od 1988. Od 1981 zastępca kierownika Katedry Historii i Archiwistyki (od 1986 Instytutu Historii i Archiwistyki) w Akademii Spraw Wewnętrznych. W latach 1989–1990 pracował tamże na stanowisku pułkownika profesora.

## Wybrane publikacje
- Muzeum Wilhelma Piecka w Gubinie: przewodnik, Zielona Góra: Muzeum Ziemi Lubuskiej 1970.
- Wojska Ochrony Pogranicza w latach 1945–1948, Warszawa: Wydawnictwo Ministerstwa Obrony Narodowej 1971.
- Wróciliśmy na Ziemię Lubuską: udział Wojska Polskiego w zasiedlaniu i zagospodarowaniu Ziemi Lubuskiej 1945-1948, Warszawa: MON 1974.
- Granica polsko-niemiecka 1919-1939: z dziejów formacji granicznych, Warszawa: MON 1975.
- Proces zasiedlania województwa zielonogórskiego w latach 1945–1950, Zielona Góra: LTN 1975.
- W walce o Polskę Ludową: udział Wojska Polskiego w przeobrażeniach ustrojowo-społecznych i gospodarczych 1944-1948, Warszawa: MON 1980.
- Powstanie i rozwój organizacyjny Wojsk Ochrony Pogranicza w latach 1945–1983, Warszawa: ASW 1984.
- (współautorzy: Ryszard Halaba, Tadeusz Walichnowski), Z dziejów politycznych Polski 1944-1984, Warszawa: "Książka i Wiedza" 1984.
- Żołnierze granicznych dróg, Warszawa: MON 1984.
- Zarys historii Wojsk Ochrony Pogranicza 1945-1985, Warszawa: ZP WOP 1985.
- Granica wschodnia Rzeczypospolitej Polskiej w latach 1919–1939, Warszawa: PWN 1992.
- Zarys metodologii historii, Częstochowa: WSP 1995.
- Przygotowanie pracy magisterskiej z historii: (poradnik metodyczno-metodologiczny), Częstochowa: WSP 1996.
- Granice państwa i ich ochrona na przestrzeni dziejów: 966-1996, Warszawa: "Bellona" 1997.
- Organy bezpieczeństwa PRL 1944-1990: rozwój i działalność w świetle dokumentów MSW, Warszawa: "Bellona" 1997.
- Wstęp do badań historycznych, Częstochowa: WSP 1998.
- Dzieje Kresów i granicy państwa polskiego na wschodzie: od czasów najdawniejszych do roku 1945, Toruń: Wydawnictwo Adam Marszałek 2011.